# The Last Reformation
The Last Reformation (TLR) är en kristen organisation grundad 2011 av den danske kristne evangelisten och helandepredikanten Torben Søndergaard(dk). 
TLR har tre målsättningar:
- Att förkunna det sanna evangeliet om pånyttfödelse och dop i Jesu namn.
- Att träna människor i att göra samma saker som skedde i Apostlagärningarna med särskild betoning på Apostlagärningarna 2:38
- Att medverka till en reformation av den kristna kyrkan. Det är oklart vilken form det ska ta.

Den sista reformationen har blivit beskriven som en "kult" av pressen och andra kyrkor, de själva anser att de är en rörelse som utrustar människor att bli lärjungar och se människor bli läkta och höra det sanna bibliska evangeliet.
Søndergaard hävdar att alla kan höra från Gud och motta visioner från Gud genom den Heliga anden.
The Last Reformation har gjort tre filmer vilka visar vittnesmål från människor som blir läkta och befriade, precis som i Apostlagärningarna i bibeln.
1. The Last Reformation - The Beginning.
2. The Last Reformation - The Life
3. 7 Days Adventure with God.